# Bodele

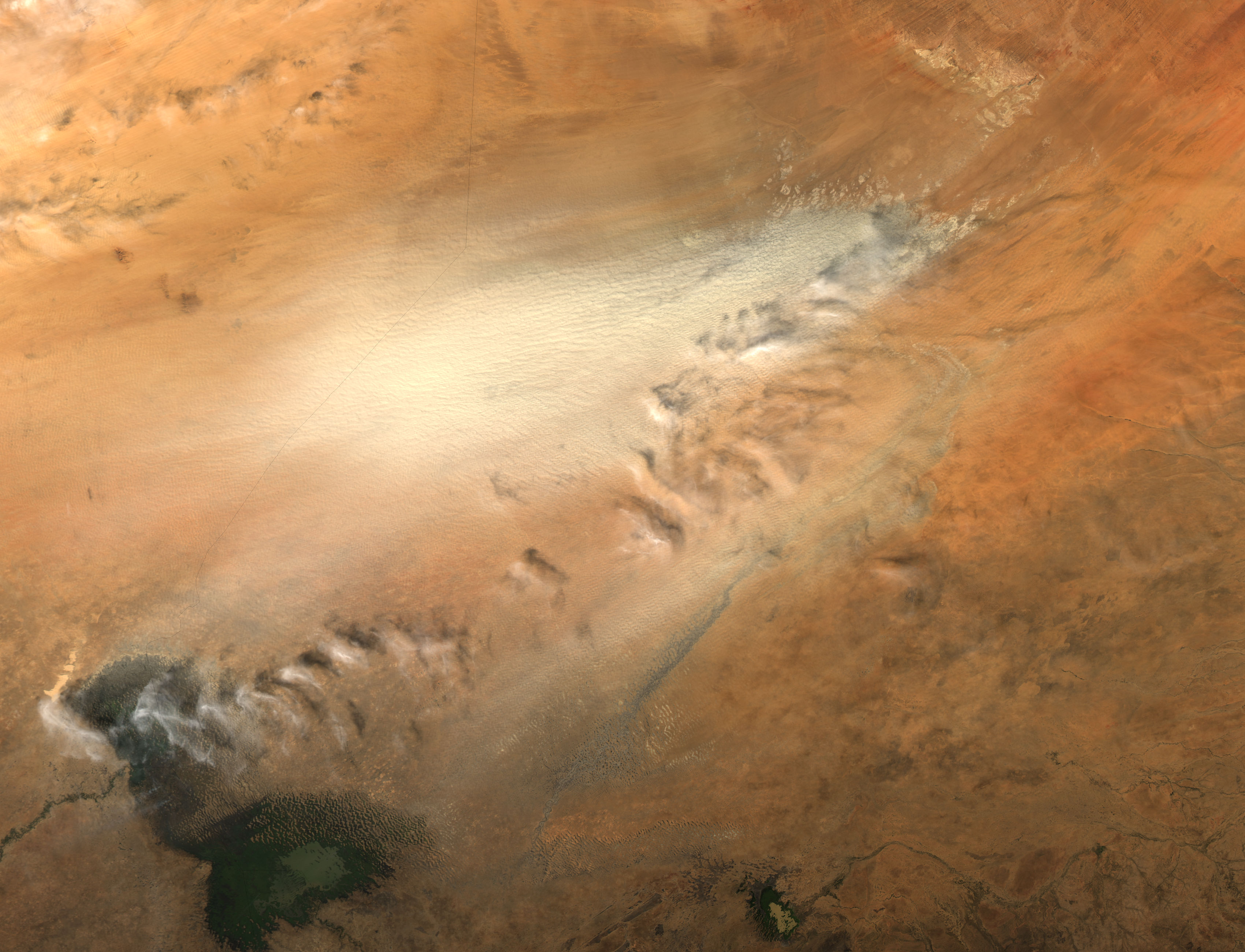
Burza piaskowa nad Kotliną Bodele.

Bodele – bezodpływowa, półpustynna kotlina na południu Sahary, w Czadzie, na wysokości 150–200 m. Występują tu nieliczne oazy. Kotlina Bodele charakteryzuje się koczowniczą hodowlą.
Jest to najniższa część Kotliny Czadu.